# Srby (Domažlicei járás)
Srby település Csehországban, a Domažlicei járásban. Srby Hostouň, Poběžovice, Horšovský Týn és Meclov településekkel határos. Lakosainak száma 491 fő (2024. január 1.).

## Népesség
A település lakosságának változását az alábbi diagram mutatja:
| Lakosok száma | 1067 | 1022 | 1091 | 482  | 422  | 390  | 446  | 469  | 467  | 491  |
|               | 1869 | 1890 | 1921 | 1950 | 1980 | 2001 | 2017 | 2019 | 2022 | 2024 |